# Georgia dans tous ses états
Georgia dans tous ses états (State of Georgia) est une série télévisée américaine en 12 épisodes de 22 minutes créée par Jeff Greenstein et Jennifer Weiner, diffusée entre le 29 juin 2011 et le 17 aout 2011 sur ABC Family.
En France, la série est diffusée à partir du 7 septembre 2012 sur Disney Channel. Elle est également rediffusée depuis septembre 2013 sur Disney Channel. Néanmoins, elle est inédite dans les autres pays francophones.

## Synopsis
La série se centre sur Georgia et sa meilleure amie Jo qui quittent leur Sud natal pour venir habiter dans un appartement à New York chez la tante de cette première, le tout dans le but de se lancer dans l'univers artistique du cinéma.

## Distribution

### Acteurs principaux
- Raven-Symoné (VFB : Alice Ley) : Georgia Chamberlain
- Majandra Delfino (VFB : Valérie Muzzi) : Josephina « Jo » Pye
- Loretta Devine (VFB : Francine Laffineuse) : Honey Dupree

### Acteurs récurrents
- Kevin Covais : Lewis
- Hasan Minhaj : Seth
- Jason Rogel (en) : Léo

### Invités
- Amir Arison : Trent Pierce (épisodes 1 et 8)
- Justin Bruening : Brad (épisode 2)
- Phil LaMarr : Jules (épisodes 6 et 12)
- Amy Hill : Li (épisode 7)
- Garcelle Beauvais : Gwen Dressel (épisode 9)
- Jason Derulo : Lui-même (épisode 10)
- Charlie Weber : Jeb (épisodes 11 et 12)

## Épisodes

### Première saison (2011)
1. L'audition (Pilot)
2. La publicité (Know When to Fold 'Em)
3. Chacun à sa place (There's a Place for Us)
4. Projet yaourt ! (Flavor of the Week)
5. Un rôle en or (Foot in the Door)
6. L'espion (The Mole)
7. Meilleurs Amis pour jamais (Best Friends For-Never)
8. Mensonge et popularité (The Popular Chicks)
9. Un quiproquo qui coûte cher (Mo' Honey, Mo' Problems)
10. Respect (R-E-S-P-E-C-T)
11. Du beau, du bon, du bio (It's Not Easy Being Green)
12. La robe interdite (Locked Up, a Broad)

## Commentaires
- Cette série fait partie des pilotes de la saison 2011 à être sélectionnés par la chaîne ABC Family, à l'instar de The Nine Lives of Chloe King, Switched (Switched at Birth) et The Lying Game. Cette sitcom marque également le retour de Raven-Symoné dans l'univers des comédies télévisées.
- L'épisode pilote a captivé à 1,32 million de téléspectateurs.
- Le 16 septembre 2011, ABC Family a annulé State of Georgia pour cause de mauvaises audiences. La série s'est terminée devant seulement 720 000 téléspectateurs.
- Le projet est de ABC Studios. Le pilote a été écrit par l'auteur Jennifer Weiner (In Her Shoes) et Jeff Greenstein (Desperate Housewives).
- Après avoir joué dans le téléfilm Les demoiselles d'honneur s'en mêlent, ABC Family a rappelé Raven Symoné pour devenir l’héroïne d'une nouvelle série.
- La série a été à l'origine appelé The Great States of Georgia avant de devenir States of Georgia.